# Antamenes jugulatus
Antamenes jugulatus är en stekelart som beskrevs av Giordani Soika 1977. Antamenes jugulatus ingår i släktet Antamenes och familjen Eumenidae. Inga underarter finns listade i Catalogue of Life.